# 鞑靼疾风录
《鞑靼疾风录》是司马辽太郎的长篇历史小说。以清朝兴起的时代作为背景，是司马氏最后的长篇小说。从1984年1月到1987年9月连载于《中央公论》。1988年获得第15回大佛次郎奖。

## 内容
为了将漂流到九州西北部的平户岛的满洲（本书中的”鞑靼”）公主阿比娅送回其故国后金，效忠于平户藩松浦氏的桂庄助经过朝鲜半岛，前往与明朝进行战争的后金（清朝的前身）。本书以充满神奇色彩的两人之间的爱情的走向为线索，是一篇描写了”17世纪的历史分裂的时期”，以东亚的海陆为舞台的宏大的长篇浪漫小说。